# Suid-Afrikaanse Lugmag

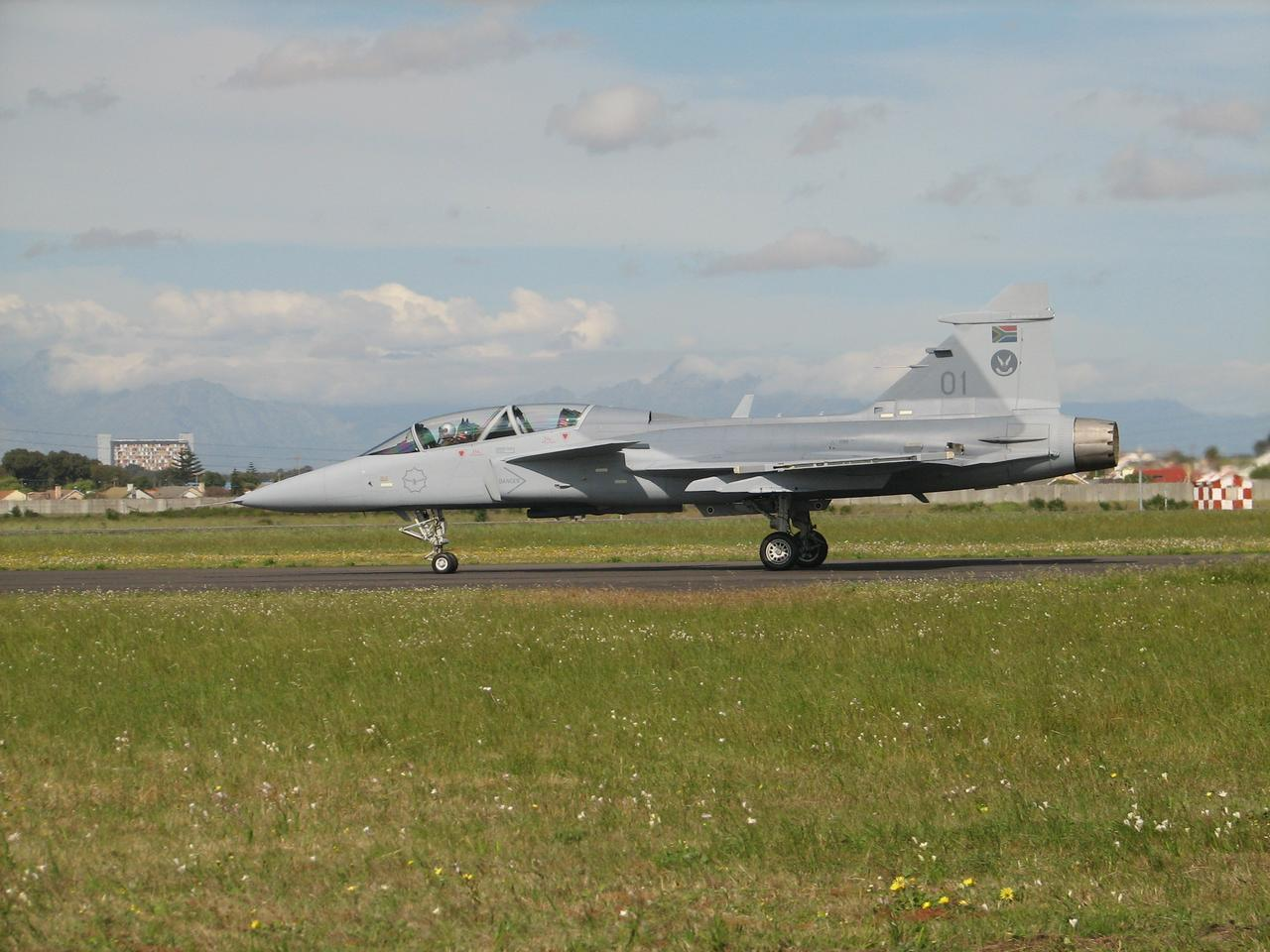
Un caccia Saab JAS 39 Gripen in forza alla SAAF

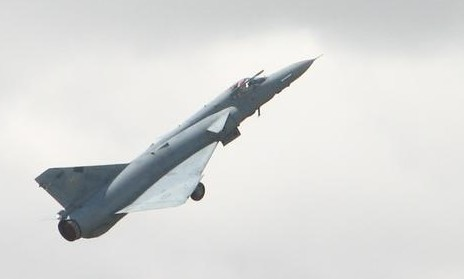
Un Atlas Cheetah, caccia sviluppato dal Mirage III per la SAAF dall'Atlas Aircraft Corporation

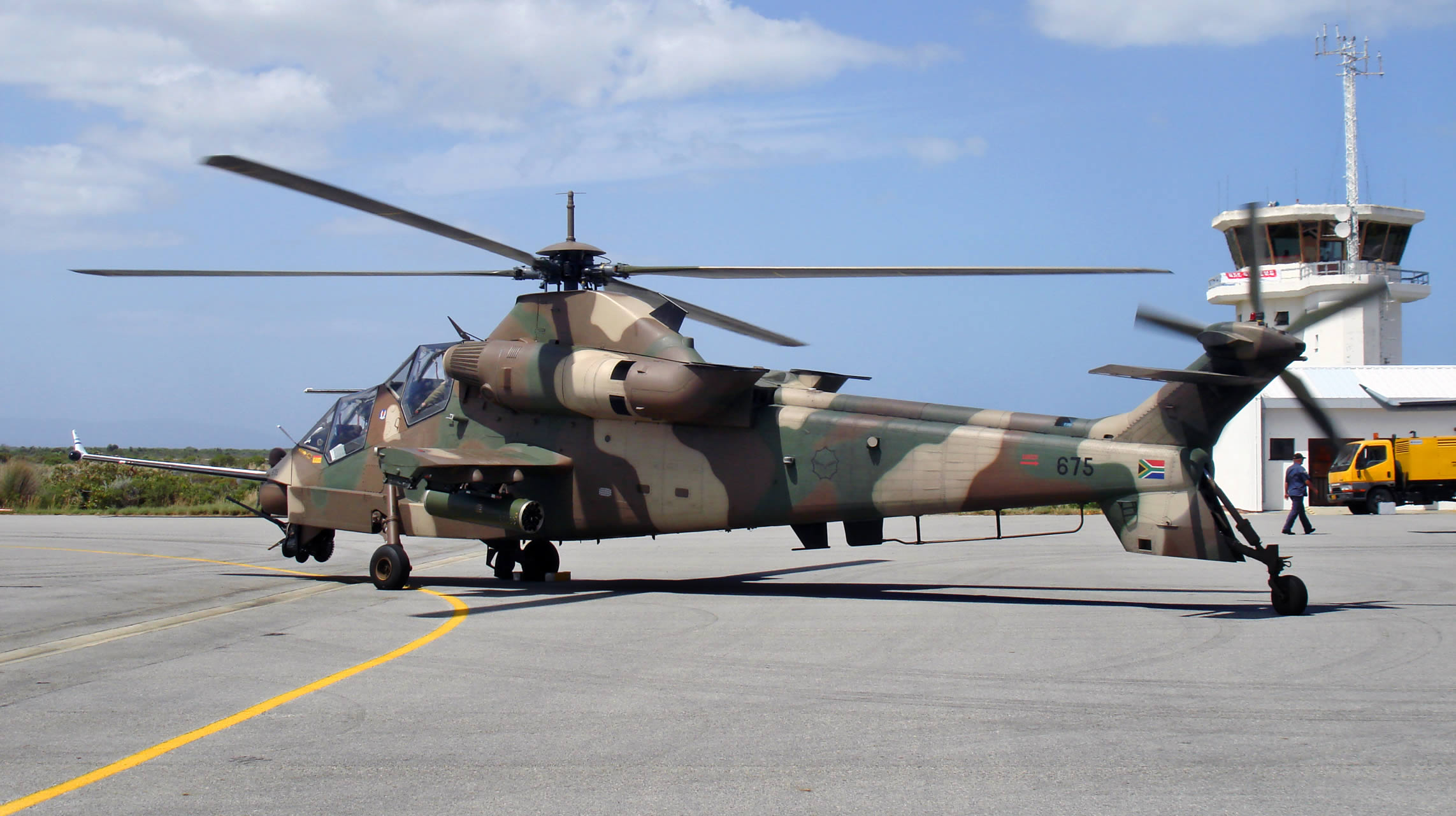
Un Denel AH-2 Rooivalk

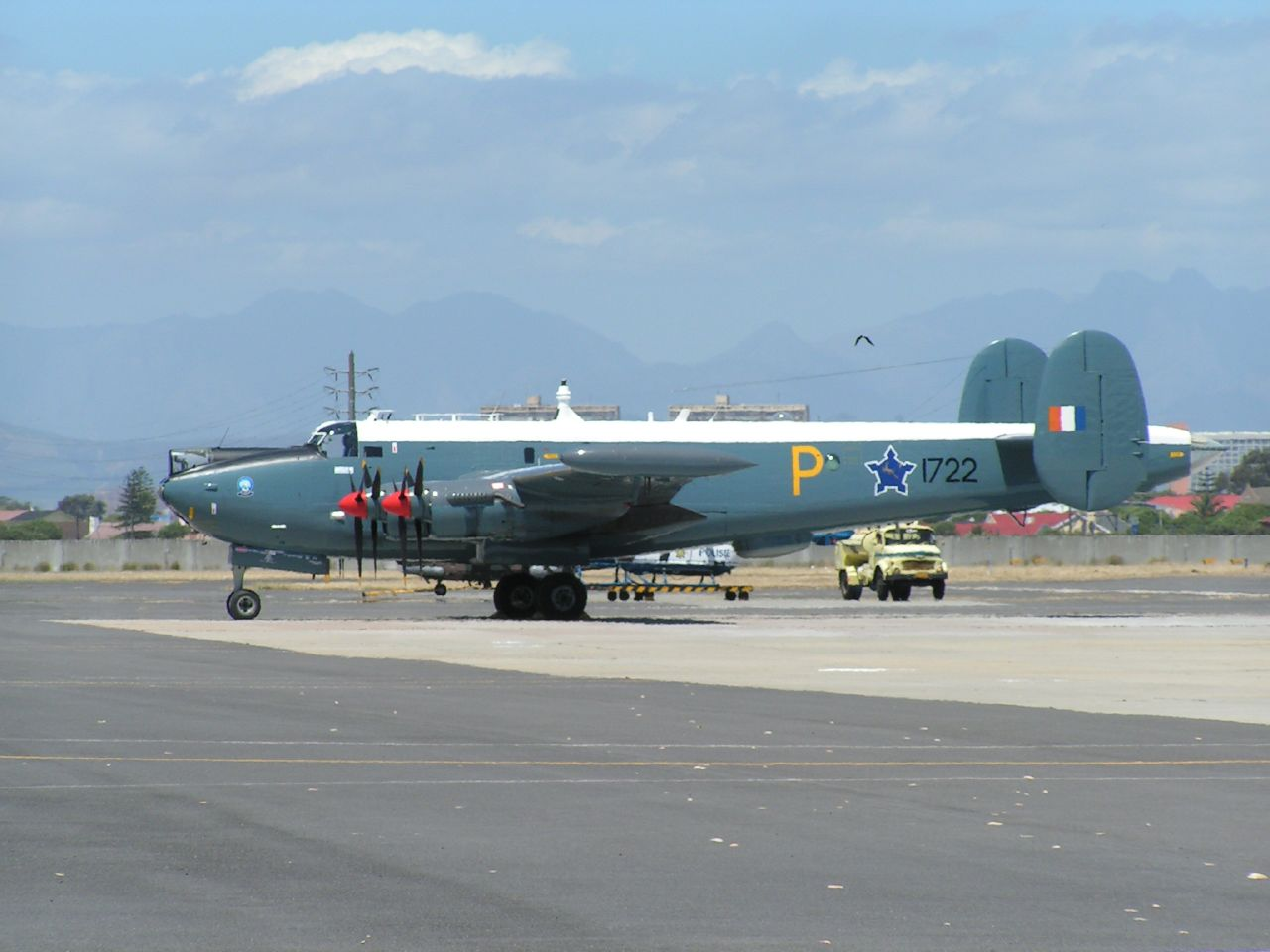
Un ricognitore marittimo Avro Shackleton Mk.3

La Suid-Afrikaanse Lugmag in Afrikaans o in inglese South African Air Force, spesso abbreviata in SAAF, è l'attuale aeronautica militare del Sudafrica e parte integrante delle forze armate sudafricane. Venne fondata il 1º febbraio 1920 ed è la seconda più antica Aeronautica indipendente dopo la Royal Air Force britannica (fondata il 1º aprile 1918). Il suo motto è Per aspera ad astra.

## Storia
I Sudafricani hanno avuto, fino almeno al 1987, una serie notevole di esperienze belliche, tanto che sono stati spesso paragonati per efficienza ed esperienza all'aeronautica militare israeliana. La loro storia inizia però ben prima, e già durante la seconda guerra mondiale avevano un ruolo importante, soprattutto nel teatro africano. Operarono con numerosi squadroni di aerei di costruzione inglese e poi, progressivamente, americana. Tra questi vi erano i caccia Curtiss P-40, usati anche come cacciabombardieri. I duelli contro i velivoli dell'Asse erano frequenti, e le perdite risultarono piuttosto pesanti. Nondimeno, i sudafricani contribuirono alla vittoria della guerra.
Anche altri sudafricani, non inquadrati nelle loro unità aeree, combatterono contro i tedeschi. Benché fossero passati appena 40 anni dalla seconda guerra boera, una delle prime con uso di tecnologie relativamente moderne, molti sudafricani erano giunti in Inghilterra per difenderla dagli attacchi tedeschi, durante la battaglia d'Inghilterra. Benché questa non si potesse risolvere in maniera decisiva tra le opposte aviazioni, in quanto i tedeschi non avrebbero potuto sperare di passare la Manica fino a quando anche la Royal Navy non fosse sconfitta, il peso di garantire la difesa metropolitana ricadde sui giovani aviatori della Royal Air Force, tra cui vi era l'asso Adolph "Sailor" Malan, che nel dopoguerra sarebbe tornato in Sudafrica, combattendo stavolta contro l'Apartheid.
Nel dopoguerra la SAAF entrò nell'era dei jet di prima generazione, per poi arrivare negli anni sessanta a quelli di seconda. Comprò almeno 40 Dassault Mirage IIICZ e 16 Blackburn Buccaneer, gli unici aerei da interdizione mai posseduti da una forza aerea africana, si unirono ad alcuni più vecchi Canberra.
Nel frattempo vennero stipulati contratti importanti anche con gli Italiani: nacque l'Atlas (industria indigena) Impala, versione locale dell'Aermacchi MB-326, che venne prodotto in oltre 100 esemplari nel modello Mk.1 biposto, ma anche nell'Mk.2 monoposto, con 2 cannoni interni nel muso al posto del secondo posto di pilotaggio. Con questi aerei, limitati ma capaci di essere rischierati in aeroporti spartani, per gli anni sessanta e settanta vennero eseguite innumerevoli missioni sia di addestramento, che di attacco, tipicamente equipaggiate con 2 razziere o 4 bombe leggere, oltre ai cannoni DEFA da 30 mm. I voli erano condotti, per sicurezza, a quote bassissime, in modo da giungere sul bersaglio (chiaramente individuato in precedenza) senza farsi scoprire, minimizzando le perdite perché dall'altra parte, oltre ai guerriglieri dell'ANC ed altre organizzazioni, combattevano adesso anche i cubani, riccamente equipaggiati con materiali sovietici di prim'ordine.

## Mezzi impiegati
Negli anni ottanta la dotazione comprendeva, nelle varie unità della SAAF:
- Circa 40 Dassault Mirage III
- Circa 40 Dassault Mirage F1A e C
- Circa 6-10 Blackburn Buccaneer
- Oltre 100 Atlas Impala
- Alcuni English Electric Canberra
- Aerei da trasporto Douglas C-47, Transall C-160, tipi minori come il Bosbok e il Kudu, il primo dei quali era praticamente il clone dell'Aermacchi AM-3C
- Elicotteri Aérospatiale Alouette e Puma
- Alcuni pattugliatori Avro 696 Shackleton
- Una ventina di Piaggio P.166 Albatross

## Impieghi operativi
I Mirage F1 erano macchine comperate di recente, nonostante l'Apartheid avesse oramai isolato a livello internazionale il Sudafrica. Questi aerei si dimostrarono provvidenziali per la condotta della campagna aerea del 1986-87 assieme ai guerriglieri dell'UNITA, contro gli angolani e cubani, in cui i piccoli Impala vennero esclusi. Operarono solo gli F1, i Mirage III da ricognizione e i pochi Buccaneer rimasti.
L'addestramento dei piloti sudafricani era estremamente curato, con un livello professionale spesso comparato a quello degli israeliani, con i quali hanno condiviso una grande esperienza bellica. Per i piloti sudafricani era normale venire addestrati a volare e navigare in sicurezza (di giorno, chiaramente) a 15 m di quota e a 556 km/h con un Impala, 1 014 km/h con un Mirage: in caso di operazioni reali, questi livelli potevano essere ulteriormente forzati. Questo addestramento era necessario perché il dispositivo aereo cubano era tale da impedire qualsiasi operazione di combattimento a media quota: era possibile operare solo a bassa quota, cabrando all'ultimo momento e sganciando bombe sugli obiettivi di posizione conosciuta, operando attacchi efficaci grazie alle informazioni raccolte dalle truppe al suolo. Visto che i caccia cubani erano in volo ad alta quota, gli scontri furono rari, e quando avvennero, i MiG-23 si dimostrarono in grado di sfuggire ai caccia sudafricani. Nelle rare occasioni dove vi furono però dei combattimenti aerei, i piloti cubani si dimostrarono all'altezza di quelli sudafricani, non indugiando ad attaccarli. Complessivamente i Mirage F1 eseguirono oltre 600 missioni belliche, sganciando in genere bombe a frammentazione da 120 o 250 kg con effetti devastanti sulle basi nemiche, registrando un'unica perdita a causa della contraerea nemica e un'ulteriore perdita causata da intercettori nemici.

## Dopo l'Apartheid
La situazione internazionale cambiò con il ritiro dei cubani e dei loro MiG, mentre gli effetti dell'isolamento si facevano sentire. Da allora il Sudafrica era affetto da una progressiva carenza di materiali moderni. Oltre ai problemi della Marina, sempre più obsoleta, anche i successivi programmi per l'esercito e l'aeronautica ne soffrivano. Mentre l'industria locale poteva produrre artiglierie e missili avanzati, non poteva praticamente nulla per navi e aerei ad alte prestazioni, sebbene parte dei Mirage fosse stata realizzata in loco. Quando nel 1994 finì finalmente l'Apartheid la situazione era nominalmente cambiata.
Questo stato di cose si è ripercosso anche nell'efficienza delle forze armate, riducendo gli stanziamenti e i programmi previsti. Nondimeno, per aggiornare la componente aerea è stato valutato di mettere in servizio Mirage F1 con il motore dei MiG-29, la prima volta che una macchina occidentale (moderna) è stata riequipaggiata con un motore sovietico. Malgrado gli interessanti sviluppi, la cosa venne lasciata cadere e gran parte della flotta aerea è andata radiata dal servizio, cominciando con gli F1 più vecchi, i quali sono andati in pensione a cominciare dagli F1A, piuttosto che i più vecchi Mirage III, aggiornati ad uno standard moderno, chiamato Cheetah.
Anche gli 6 ultimi interdittori Buccaneer sono stati a loro volta ritirati dal servizio. Gli elicotteri Eurocopter EC 135 hanno preso il posto di alcuni Alouette

## Sviluppi recenti
Per quello che riguarda i programmi più recenti, il Sudafrica ha ordinato il caccia svedese JAS-39 Gripen come nuovo aereo di punta per sostituire i caccia Mirage, addestratori ed elicotteri di nuova generazione attorno alla metà degli anni novanta, quando venne deciso, una volta usciti dall'embargo causato dall'Apartheid, di ammodernare la propria linea di aerei ad alte prestazioni, come anche quelli di seconda linea, comprando piccole quantità di Gripen, Hawk, Lynx, A109, mentre gli elicotteri Rooivalk entravano in linea, gli unici da combattimento mai concepiti in Africa.
Nel frattempo, gli Impala e gli Alouette venivano radiati dal servizio. Sono ancora in servizio invece vecchi C-47 rimotorizzati con turbine, che motorizzano ancora la loro struttura sessantenne, apparentemente inesauribile.

## Aeromobili in uso
Sezione aggiornata annualmente in base al World Air Force di Flightglobal del corrente anno. Tale dossier non contempla UAV, aerei da trasporto VIP ed eventuali incidenti accorsi durante l'anno della sua pubblicazione. Modifiche giornaliere o mensili che potrebbero portare a discordanze nel tipo di modelli in servizio e nel loro numero rispetto a WAF, vengono apportate in base a siti specializzati, periodici mensili e bimestrali. Tali modifiche vengono apportate onde rendere quanto più aggiornata la tabella.
| Aeromobile                  | Origine                | Tipo                                   | Versione                 | In servizio (2024)     | Note | Immagine               |
| Aerei da combattimento      | Aerei da combattimento | Aerei da combattimento                 | Aerei da combattimento   | Aerei da combattimento | Aerei da combattimento | Aerei da combattimento |
| --------------------------- | ---------------------- | -------------------------------------- | ------------------------ | ---------------------- | --- | ---------------------- |
| Saab JAS 39 Gripen          | Svezia                 | caccia multiruoloconversione operativa | JAS 39CJAS 39D           | 169                    | 17 JAS 39C e 9 JAS 39D ordinati nel 2005. 16 JAS-39C monoposto e 9 JAS-39D biposto i organico al settembre 2022, in quanto un JAS-39C ha subito gravi danni nel corso del 2021 ed è fuori servizio. Tutti gli aerei in servizio, in base ad un contratto della durata di tre anni (dal 2022 al 2025) saranno posti sotto la manutenzione di SAAB, coprirà l’assistenza, le riparazioni, la manutenzione, nonché piccoli aggiornamenti dei sistemi di supporto e addestramento del sistema. Secondo il WAF 2025 di Flightglobal, al dicembre 2024 erano in condizioni di volare solo due monoposto e tre biposto. |                        |
| Aerei per impieghi speciali |                        |                                        |                          |                        | |                        |
| Cessna 208 Caravan          | Stati Uniti            | aereo da guerra elettronica            | C208EW                   | 1?                     | Equipaggiati con il sistema d'osservazione Denel (infrarossi). |                        |
| Aerei da trasporto          |                        |                                        |                          |                        | |                        |
| Lockheed C-130 Hercules     | Stati Uniti            | aereo da trasporto                     | C-130BZ                  | 5                      | 7 C-130B acquistati nel 1963 prima dell'embargo statunitense al governo sudafricano dell'apartheid, e 5 ricevuti di seconda mano nel 1997-1998 dagli Stati Uniti (2 C-130B ex USAF e 3 C-130F ex US Navy). Di questi solo due C-130B e un C-130F furono immessi in servizio. Uno dei 6 C-130BZ in servizio al dicembre 2019 (e forse l'unico in grado di volare), è stato danneggiato il 9 gennaio 2020 e non si conosce se vi siano piani per riportarlo in condizioni di volo, visto che è stato giudicato riparabile. A novembre 2022 è stato comunicato che era in corso di valutazione un aggiornamento del costo di R1,6 miliardi per i cinque aerei in servizio e un esemplare in deposito a lungo termine, per permettergli di rimanere idonei al volo fino al 2040. |                        |
| Cessna 208 Caravan          | Stati Uniti            | aereo da trasporto leggero             | C208                     | 7                      | |                        |
| Beechcraft Super King Air   | Stati Uniti            | aereo da trasporto                     | King Air 200King Air 300 | 4                      | |                        |
| Pilatus PC-12               | Svizzera               | aereo da trasporto VIP                 | PC-12                    | 1                      | |                        |
| CASA C-212 Aviocar          | Spagna                 | aereo da trasporto                     | C-212-200C-212-300       | 2                      | |                        |
| Boeing BBJ                  | Stati Uniti            | aereo da trasporto presidenziale       | BBJ                      | 1                      | |                        |
| Dassault Falcon 900         | Francia                | aereo da trasporto VIP                 | Falcon 900               | 1                      | |                        |
| Dassault Falcon 50          | Francia                | aereo da trasporto VIP                 | Falcon 50                | 2                      | |                        |
| Cessna Citation             | Stati Uniti            | aereo da trasporto VIP                 | Cessna 550               | 2                      | |                        |
| Aerei da addestramento      |                        |                                        |                          |                        | |                        |
| British Aerospace Hawk      | Regno Unito            | aereo da addestramento                 | Hawk Mk. 120             | 22                     | 24 Hawk Mk. 120 ordinati nel 2000, 23 dei quali costruiti localmente dalla Denel. Due esemplari persi in incidenti. |                        |
| Pilatus PC-7                | Svizzera               | aereo da addestramento                 | PC-7 Mk. II              | 35                     | 60 acquistati tra il 1993 ed il 2006. |                        |
| Elicotteri                  |                        |                                        |                          |                        | |                        |
| Atlas Oryx                  | Sudafrica              | elicottero da trasporto medio          | Oryx Mk. IOryx Mk.II     | 39                     | L'unico MKII a disposizione è equipaggiato per essere utilizzato in Antartide. |                        |
| Denel AH-2 Rooivalk         | Sudafrica              | elicottero d'attacco                   | AH-2                     | 10                     | 12 esemplari consegnati ed in servizio al marzo 2018. |                        |
| MBB-Kawasaki BK 117         | Germania Giappone      | elicottero leggero                     | BK 117A-3                | 6                      | 3 BK 117 acquistati nel 1983, 2 nel 1985, 2 nel 1986 e 2 nel 1987, per totale di 9 elicotteri. Tre esemplari persi in incidenti. |                        |
| Agusta A109                 | Italia                 | elicottero utility                     | A109LUH                  | 24                     | 30 A109LUH consegnati a partire dall'ottobre 2005. 25 esemplari in servizio al dicembre 2019, in quanto 5 sono stati persi (Uno a maggio 2009, uno a novembre e dicembre 2010, uno a marzo 2013 e l'ultimo ad aprile 2019). |                        |
| Westland Super Lynx         | Regno Unito            | elicottero imbarcato                   | Mk. 300                  | 4                      | Utilizzati dalla South African Navy sulle fregate di classe Valour. |                        |

## Aeromobili ritirati
- Douglas C-47A Skytrain - (1943-1994)[3][16][17]
- Douglas C-47TP Turbo Dakota - 37 esemplari (1990-2024)[3][16][17]
- CASA CN-235 - 1 esemplare (1994-2011)[18]
- Atlas Cheetah C - (1993-2008)
- Atlas Cheetah D - (1986-2008)
- Atlas Cheetah E - (1986-1992)
- IAI KC-707 - 2 esemplari (1986-2007)[19]
- IAI B707 Elint - 2 esemplari (1986-2007)[19]
- Cessna 185A Skywagon - 24 esemplari (1962-2006)[20]
- Cessna 185D Skywagon - 12 esemplari (1962-2006)[20]
- Cessna 185E Skywagon - 9 esemplari (1962-2006)[20]
- Aérospatiale SA-316A/B - 119 esemplari (1962-2006)[21]
- Atlas Impala Mk. I (MB-326M) - 151 esemplari (1966-2005)[22]
- Atlas Impala Mk. II (MB-326K) - 100 esemplari (1974-2005)[22][23]
- Dassault Mirage F1CZ - 16 esemplari (1975-1992)[24][25]
- Dassault Mirage F1AZ - 32 esemplari (1975-1997)[26][25]
- Lockheed C-130F Hercules - 3 esemplari (1996-1997)[27]
- Pilatus PC-6B2-H4 Turbo Porter - (1994-1998)[28]
- Blackburn Buccaneer S.Mk. 50 - (1965-1991)
- English Electric Canberra B(I) Mk. 12 - 6 esemplari (1963-1991)[29]
- English Electric Canberra T Mk. 4 - 3 esemplari (1964-1991)[29]
- Dassault Mirage IIICZ - (1963-1990)
- Dassault Mirage IIIBZ - (1964-1990)
- Dassault Mirage IIID2Z - (1974-1986)
- Dassault Mirage IIIEZ - (1965-1986)
- Dassault Mirage IIIRZ - (1967-1990)
- Avro Shackleton MR. 3 - 8 esemplari (1957-1984)[30]
- Transall C-160
- Aermacchi AM-3C
- Aérospatiale Alouette
- Aérospatiale SA 330 Puma
- Piaggio P.166 Albatross